# Liste der Biografien/Bouf
Liste der Biografien |
Portal Biografien |
Personensuche
# |
A |
B |
C |
D |
E |
F |
G |
H |
I |
J |
K |
L |
M |
N |
O |
P |
Q |
R |
S |
T |
U |
V |
W |
X |
Y |
Z |
?
 
Ba |
Be |
Bd |
Bg |
Bh |
Bi |
Bj |
Bl |
Bm |
Bn |
Bo |
Br |
Bs |
Bu |
Bw |
By |
Bz
 
Boa–Boc |
Bod |
Boe |
Bof |
Bog |
Boh |
Boi–Bok |
Bol |
Bom |
Bon |
Boo |
Bop |
Boq |
Bor |
Bos |
Bot |
Bou |
Bov–Boz
 
Boua |
Boub |
Bouc |
Boud |
Boue |
Bouf |
Boug |
Bouh |
Boui |
Bouj |
Bouk |
Boul |
Boum |
Boun |
Boup |
Bouq |
Bour |
Bous |
Bout |
Bouu |
Bouv |
Bouw |
Boux |
Bouy |
Bouz
Die Liste der Biografien führt alle Personen auf, die in der deutschsprachigen Wikipedia einen Artikel haben. Dieses ist eine Teilliste mit 23 Einträgen von Personen, deren Namen mit den Buchstaben „Bouf“ beginnt.

## Bouf

### Boufa
- Boufal, Sofiane (* 1993), marokkanisch-französischer Fußballspieler

### Bouff
- Bouffar, Zulma (1841–1909), französische Kinderdarstellerin, Theaterschauspielerin, Opernsängerin (Sopran) und Soubrette
- Bouffard, Alain (* 1939), französischer Ruderer
- Bouffard-Nesbitt, Olivia (* 1992), kanadische Skilangläuferin
- Bouffartigue, Jean (1939–2013), französischer Gräzist und Übersetzer
- Bouffé, Hugues (1800–1888), französischer Schauspieler
- Bouffier, Bryan (* 1978), französischer Rallyefahrer
- Bouffier, Frederik (* 1990), deutscher Politiker (CDU)
- Bouffier, Volker (* 1951), deutscher Politiker (CDU), MdL, hessischer MinisterpräsidentVolker Bouffier (* 1951)

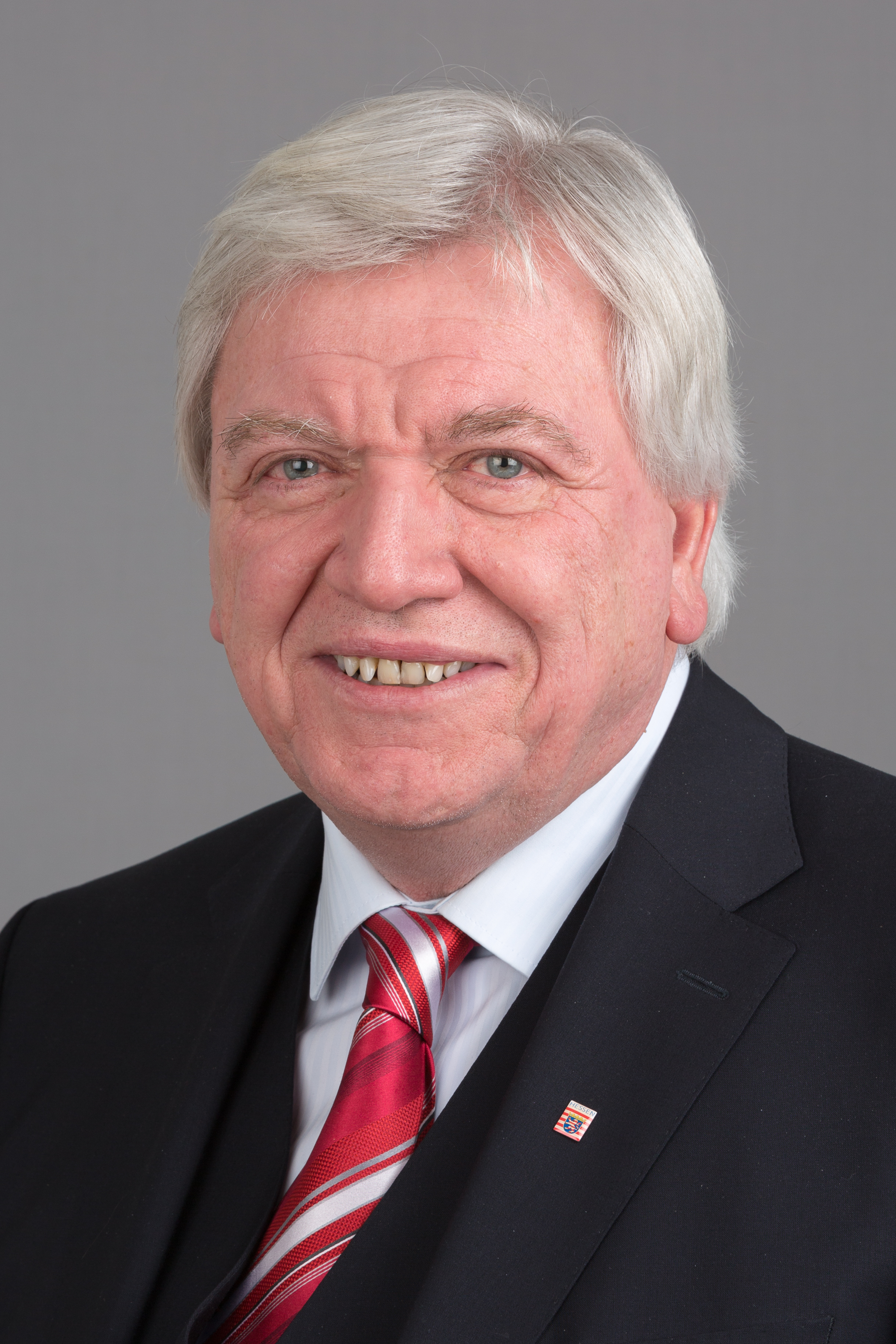
Volker Bouffier (* 1951)

- Bouffier, Willy (1903–1969), deutscher Wirtschaftsprüfer, Rektor der Hochschule für Welthandel in Wien
- Boufflers, Amélie de (1751–1794), französische Adlige, Herzogin von Lauzun, Herzogin von Biron
- Boufflers, François II. de († 1668), französischer Adliger und Militär
- Boufflers, Joseph Marie de (1706–1747), französischer Adliger und Militär
- Boufflers, Louis-François de (1644–1711), französischer Feldherr und Marschall von Frankreich
- Boufflers, Stanislas de (1738–1815), französischer Schriftsteller, Militär und Kolonialbeamter
- Boufflers-Remiencourt, Charles François de (1680–1743), französischer Adliger und Militär
- Boufflers-Remiencourt, Charles Marc Jean de (* 1736), französischer Adliger und Militär
- Boufflers-Remiencourt, Louis François de (1714–1752), französischer Adliger und Militär
- Boufflers-Rouverel, Édouard de (1722–1764), französischer Adliger und Militär
- Boufflers-Rouverel, Louis Édouard de (1746–1795), französischer Adliger und Militär
- Boufflette, Emile (1912–1945), belgischer römisch-katholischer Geistlicher und Märtyrer

### Bouft
- Bouftini, Sofia (* 2002), marokkanische Fußballspielerin
- Bouftini, Soufiane (* 1994), marokkanischer Fußballspieler